# Kouty, Havlíčkův Brod
Kouty là một làng thuộc huyện Havlíčkův Brod, vùng Vysočina, Cộng hòa Séc.